# ماسه‌رو
ماسه‌رو (نام علمی: Trichonotus) نام یک سرده از راسته سوف‌ماهی‌سانان است.